# Kerkapoly Mór
Kerkapolyi Móric, néhol Kerkápoly (Kővágóörs, Zala vármegye, 1821. december 10. – Szenttamás-puszta, Zala vármegye, 1888. március 26.) jogász, 1848-as honvédőrnagy, országgyűlési képviselő, földbirtokos, a Zalavármegyei Gazdasági Egyesület tagja. Kerkapoly Károly pénzügyminiszter, elsőfokú unokatestvére.

## Családja és származása

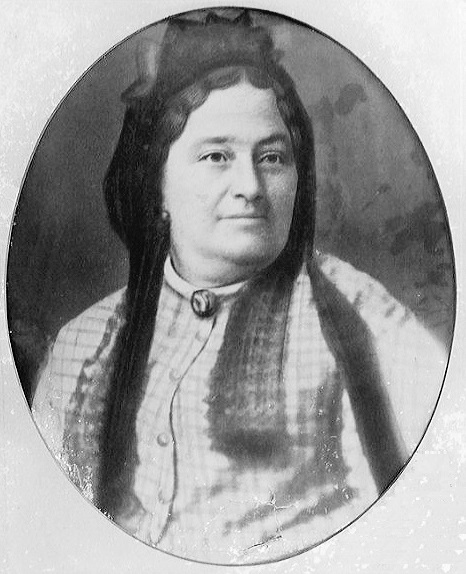
Kerkapoly Mórné lovászi és szentmargitai Sümeghy Mária (1823-1903), szenttamás-pusztai földbirtokos asszony.

Kerkapoly Móric egy dunántúli református nemesi családban született. Édesapja Kerkapoly István (1789-1848), Zala vármegye első alispánja, és országgyűlési követe, kehidai Deák Ferenc elveinek és politikájának nagy támogatója, édesanyja nemes Kelemen Rozália (1796-1847) volt. Apai nagyszülei Kerkapoly János (1756-1808), földbirtokos, és szentkirályszabadjai Cseh Erzsébet asszony voltak.

## Élete
Kerkapoly Mór, az alap tanulmányai befejezése után, 1838-ban hadapród lett a császári és királyi hadseregben, majd 1840-ben Zala vármegye ajánlására a királyi testőrséghez jutott. 1845-ben a 8. Koburg huszárezred hadnagya lett, majd később, 1848 nyarán, az első honvédzászlóaljak szervezésekor áthelyezését kérte, így került Pécsre főhadnagynak, az ott szerveződő 8. honvédzászlóaljhoz. Csapatával részt vett a délvidéki hadműveletekben, és októberben századossá léptették elő. 1849 májusában, kérésére áthelyezték a 7. huszárezred Tolna-Baranya megyei önkéntes osztályához. 1849. július 14-én, a győzelemmel végződő hegyesi ütközetben, a tanúsított vitézségéért, őrnaggyá léptették elő, kinevezését azonban már csak augusztus 14-én kapta meg Bem Józseftől.
A világosi fegyverletétel után fogságba esett és Aradon hadbíróság elé állították. 1850. február 27-én golyó általi halálra, majd kegyelemből 10 évi várfogságra ítélték, amit az aradi várban kellett letöltenie. Az ítélet azonban nem teljesedett be, hiszen 1852 augusztusában kegyelmet kapott, és visszatért szülőföldjére, majd megházasodott és nejével Szenttamás-pusztára költözött. Rövid ideig, 1861. február 8. és 1861. november 11. között, a kapornaki járás alszolgabírája volt. A kiegyezés után a Zala vármegye Honvédegyletének az elnöke volt. 1869-ben a tapolcai kerület országgyűlési képviselőjévé választották.

## Házassága és gyermekei
1858. február 6-án Söjtörön feleségül vette a tekintélyes zalamegyei nemesi származású lovászi és szentmargitai Sümeghy családból való lovászi és szentmargitai Sümeghy Mária (Söjtör, 1823. augusztus 7. – Szenttamás-puszta, Zala vármegye, 1903. december 18.) kisasszonyt, akinek a szülei lovászi és szentmargitai Sümeghy József (1757-1832) Zala vármegye alispánja, királyi tanácsos, földbirtokos és Málits Rozália (1791-1851) voltak. Sümeghy Mária úrnő, derék magyar asszony, a vidék szegénységének valódi áldása volt, és társaságában első téma volt a 48-as eszmékről való beszélgetés. Kerkapoly sógora, lovászi és szentmargitai Sümeghy Ferenc, jogász, főszolgabíró, a Deák-párt országgyűlési képviselője volt. Kerkapoly Móric és Sümeghy Mária házasságából két lány született:
- Kerkapoly Magdolna Ilona (*Felsőnemesapáti, 1862. május 20. – Kőszeg, 1950. augusztus 28.), hajadonként hunyt el.
- Kerkapoly Emília Amália (*Felsőnemesapáti, 1864. november 24. – Szenttamás-puszta, Zala vármegye, 1929. november 25.).[7][8] Férje felsődörgicsei Nagy Pál (Zánka, 1858 – Kisbucsa, 1943. október 20.), földbirtokos, területvédő liga első zalai elnöke volt. Megyei törvényhatósági és községi képviselőtestületi tag.[9][10]